# Valtournenche (bergdal)
Het Valtournenche is een bergdal in de Noord-Italiaanse regio Aostadal, in de Penninische Alpen. Het dal heeft een lengte van ongeveer 30 km van noord naar zuid. Het door de rivier de Marmore uitgesleten dal opent zich bij Châtillon. Hier stroomt de Marmore uit in de Dora Baltea. Het Valtournenche loopt uit op een van de bekendste en hoogste toppen van de Alpen: de Matterhorn (4478 m). 
De vallei is voor een groot gedeelte afhankelijk van het toerisme. 's Winters kan er in verschillende plaatsen geskied worden zoals La Madgeleine en het dorp Valtournenche. Het belangrijkste wintersportoord is echter Breuil-Cervinia dat op 2006 meter hoogte aan de zuidelijke voet van de Matterhorn ligt. De plaats heeft een indrukwekkend aantal skiliften en cabinebanen die tot een hoogte van 3838 meter voeren. 

## Belangrijkste plaatsen
- Breuil-Cervinia
- Valtournenche
- Antey-Saint-André
- Chamois
- Torgnon
- La Madgeleine

## Belangrijkste bergtoppen
- Matterhorn (4478 m)
- Gobba di Rollin (3899 m)
- les Jumeaux (3876 m)